# Invaders Must Die
Albums de The Prodigy
Their Law: The Singles 1990–2005
(2005) World's on Fire
(2011)
Invaders Must Die est le cinquième album studio du groupe de musique de danse électronique anglais The Prodigy. L'album est sorti le 23 février 2009 sur le nouveau label du groupe Take Me to the Hospital, et a été distribué par Cooking Vinyl. Bien que Liam Howlett, Maxim Reality et Keith Flint aient tous contribué au matériel pour "The Fat Of the Land", Invaders Must Die est le premier album de Prodigy où, depuis le départ de Leeroy Thornhill, tous les membres du groupe ont participé au processus de création.
L'album a été un succès commercial, mieux que Always Outnumbered, Never Outgunned. Contrairement à la performance commerciale, la réaction critique à l'album a été mitigée. Il a donné naissance à quatre singles, dont la chanson titre, «Omen», «Warrior's Dance» et «Take Me to the Hospital».

## Enregistrement
L'enregistrement a commencé en février 2006, peu de temps après la sortie de They Law: The Singles 1990–2005, et s'est terminé en novembre 2008. Certaines des chansons enregistrées pour l'album, comme le synthétiseur "Colors" ont été écrites avant la sortie de le quatrième album du groupe et les premières versions ont été présentés dans des performances live. Liam Howlett a conçu la direction musicale de l'album comme un mashup de leurs albums précédents. Le nouvel album devait sortir à l'été 2007, mais lorsque la date de sortie de l'album a été reportée au "premier trimestre de l'année prochaine 2008", le groupe avait conçu plus de 25 idées tout en achevant la production de certains morceaux et en écrivant des paroles.
Howlett a révélé dans une interview en avril 2008 qu'il lui restait encore trois mois de travail pour le nouvel album. Il a également déclaré qu'il avait un titre d'album de travail et des titres de chansons, mais qu'il n'était pas prêt à les annoncer publiquement avant que ces détails ne soient publiés dans le bulletin officiel de The Prodigy le 4 novembre. Cette annonce indiquait que l'album serait un retour à leurs racines «old-school mais avant-gardistes» et comporterait des collaborations avec Dave Grohl de Foo Fighters, Them Crooked Vultures et Nirvana, et James Rushent de Does It Offend You, Yeah?, mais ne comporterait aucune voix d'invité.

## Composition
La chanson titre d'Invaders Must Die est la chanson d'ouverture de l'album, et ses paroles incluent le nom du groupe sur la ligne «We are The Prodigy». La chanson est présentée dans de nombreux films et bandes-annonces de jeux tels que le film Kick-Ass et la bande-annonce du jeu Duke Nukem Forever. "Omen" a un tempo similaire, et les deux morceaux ont été coproduits par James Rushent. "Thunder" recrée des éléments de "Ethiopian Peace Song" de Trevor Joe (également connu sous le nom de "Rasta Peace Song"), tandis que "Colours" est l'une des premières chansons écrites par tout le groupe.
Le clip de "Take Me to the Hospital" a été le premier à sortir sur l'application VidZone. Le film promotionnel a été tourné sur VHS plutôt que sur un équipement d'enregistrement numérique pour obtenir un look old school des années 1990. Le morceau extrait "Salami Fever" de Pepe Deluxé et "Ragamuffin Duo Take Charge" par Asher D & Daddy Freddy, et le nom de la chanson vient du label du même nom. "Warrior's Dance" est l'un des morceaux les plus progressifs de l'album; le refrain de la chanson est un extrait de la chanson True Faith "Take Me Away", qui a ensuite été échantillonnée et éditée par Major Players dans "Come with Me", la chanson d'où proviennent les voix de ce morceau. La chanson échantillonne également "Final Cut", une chanson mettant en vedette Bridget (te) Grace. Un festival du même nom a été organisé par le groupe et a eu lieu à Milton Keynes.
"Run With the Wolves", avec Dave Grohl à la batterie, contient un extrait de "So Refined" de Senser. Cette chanson a été présentée dans le film Bon à tirer (BAT) de 2011. Il y avait un concours pour faire un clip vidéo pour la chanson, et l'entrée gagnante a été postée le 15 février 2010. Après une "reprise" de "Omen", "World's on Fire" suit. Cette chanson échantillonne "I Just Wanna Get Along" et "Vamp" des Breeders composés par Outlander. "Piranha" extrait "Troubled Mind" de The Buff Medways et "Sara Zamana" de Kishore Kumar et Chorus, tandis que "Stand Up", le seul morceau instrumental de l'album, extrait "One Way Glass" de Manfred Mann Chapter Three. Cette chanson, avec "Omen", est en vedette dans le film Kick-Ass de 2010, et les deux sont inclus sur la sortie de la bande originale de l'album.

## Liste des titres
| No  | Titre                   | Durée |
| --- | ----------------------- | ----- |
| 1.  | Invaders Must Die       | 4:55  |
| 2.  | Omen                    | 3:36  |
| 3.  | Thunder                 | 4:09  |
| 4.  | Colours                 | 3:27  |
| 5.  | Take Me to the Hospital | 3:40  |
| 6.  | Warrior Dance           | 5:12  |
| 7.  | Run with the Wolves     | 4:24  |
| 8.  | Omen (Reprise)          | 2:14  |
| 9.  | World's on Fire         | 4:50  |
| 10. | Piranha                 | 4:04  |
| 11. | Stand Up                | 5:30  |

## Membres
- Liam Howlett - synthétiseurs, échantillonnage, programmation, production, ingénierie, mixage
- Keith Flint - voix ("Omen", "Colors", "Take Me to the Hospital", "Run with the Wolves", "World's on Fire")
- Maxim Reality - voix ("Omen", "Colors", "Take Me to the Hospital", "Omen Reprise", "World's on Fire", "Piranha")